# Naissance en 938
Naissance
- 934
- 935
- 936
- 937
- 938
- 939
- 940
- 941
- 942

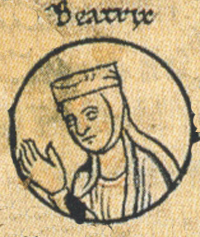
Béatrice de France, né en 938.

Cette page dresse une liste de personnalités nées au cours de  l'année 938 :
- 14 septembre : Al-Sahib Ibn Abbad, vizir, mécène et homme de lettres bouyide.

- Butuga II (en), souverain de la dynastie des Ganga de l'ouest.
- García Ier de Castille,  comte de Castille et d’Alava.
- Vạn Hạnh (en), moine bouddhiste.

date incertaine (vers 938)
- Béatrice de France, noble de France.
- Jean XIII, 133e pape de l'Église catholique romaine.

## Crédit d'auteurs
- Cet article est partiellement ou en totalité issu de l'article intitulé « 938 » (voir la liste des auteurs).